# Antiokia ved Orontes
Antiokia ved Orontes var en hellenistisk græsk by, der er beliggende i det nuværende Tyrkiet ved Middelhavskysten, lige nord for Syrien. Byen blev grundlagt af Seleukos I Nikator i 300 f.Kr. Byen var hovedcentret for hellenistisk jødedom i slutningen af det andet tempels periode. Den var en af de vigtigste græske byer i den hellenistiske periode. Byen faldt til relativ ubetydelighed i middelalderen på grund af krigsførelse, gentagne jordskælv og en ændring i handelsruterne. Resterne af den antikke by Antiokia er for det meste begravet under aflejringer fra Orontes-floden. Den moderne by Antakya, i Hatay-provinsen i Tyrkiet, ligger der i stedet.
Antiokia er blevet kaldt "kristendommens vugge" som følge af den centrale rolle, den spillede i fremkomsten af den tidlige kristendom.  Det kristne Nye Testamente siger, at navnet "kristen" først opstod i Antiokia (Apostlenes Gerninger, 11,26).
Byen tiltrækker også muslimske pilgrimme, der besøger Habib-i Nejjar-moskeen, som de mener indeholder graven for Habib Tømreren, nævnt i surah Yā-Sīn i Koranen.